# Årsunda socken
Årsunda socken i Gästrikland ingår sedan 1971 i Sandvikens kommun och motsvarar från 2016 Årsunda distrikt.
Socknens areal är 235,10 kvadratkilometer, varav 198,80 land. År 2000 fanns här 2 114 invånare. Tätorten och kyrkbyn Årsunda med Årsunda kyrka ligger i denna socken. 

## Administrativ historik
Årsunda socken har medeltida ursprung.
Vid kommunreformen 1862 övergick socknens ansvar för de kyrkliga frågorna till Årsunda församling och för de borgerliga frågorna bildades Årsunda landskommun. Landskommunen uppgick 1971 i Sandvikens kommun. Församlingen uppgick 2010 i Årsunda-Österfärnebo församling.
1 januari 2016 inrättades distriktet Årsunda, med samma omfattning som församlingen hade 1999/2000.
Socknen har tillhört fögderier, tingslag och domsagor enligt vad som beskrivs i artikeln Gästrikland. De indelta soldaterna tillhörde Hälsinge regemente, Fernebo kompani.

## Geografi
Årsunda socken ligger närmast söder som Storsjön. Socknen är en småkuperad skogsbygd med odlingsbygd vid sjön.

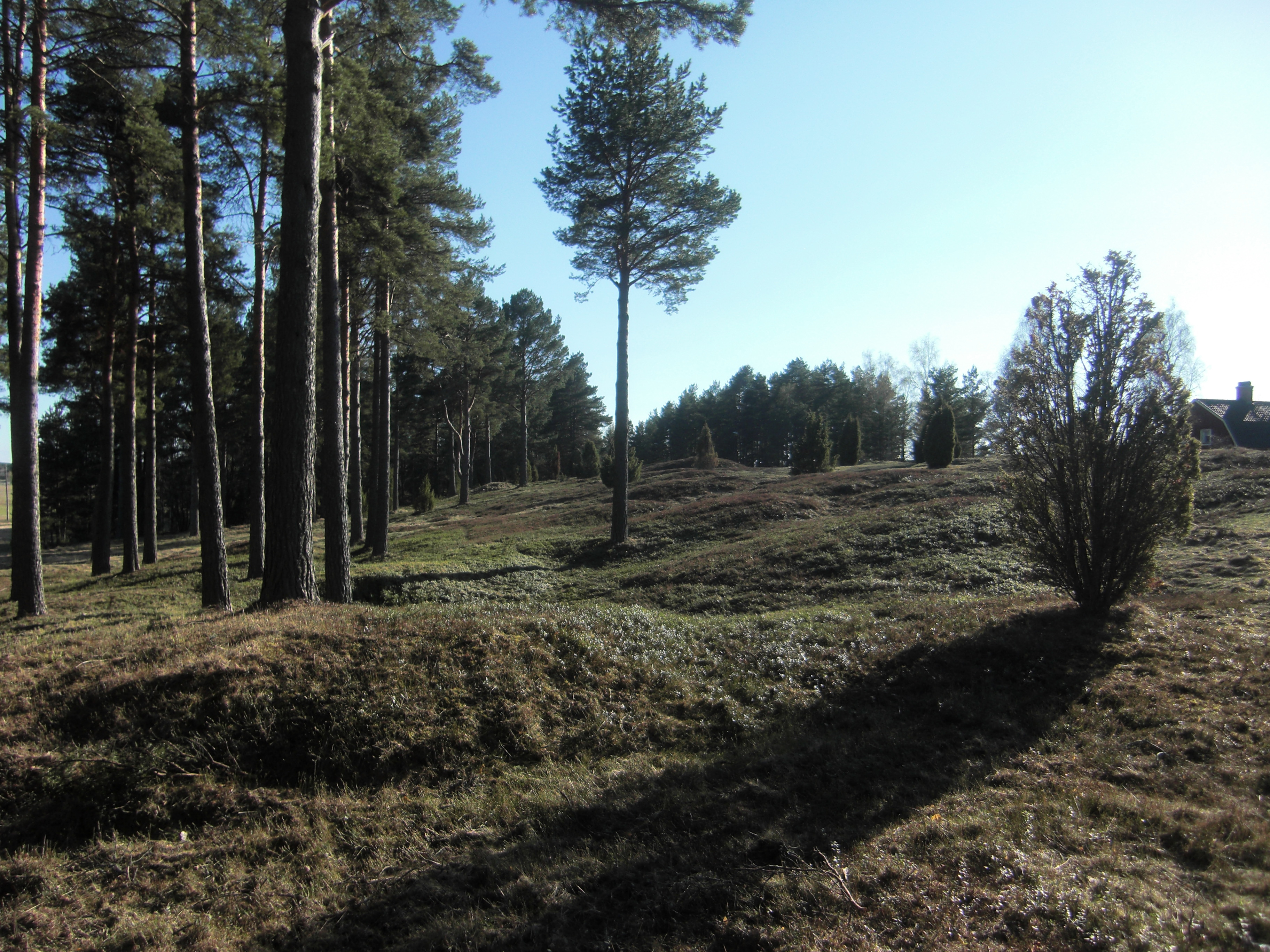
Årsunda Sörby gravfält

## Fornlämningar
Från stenåldern har boplats noterats. Från järnåldern finns nio gravfält, varav ett större vid kyrkan. En runristning, Årsundastenen, har noterats.

## Namnet
Namnet (1529 Åårwndhe) innehåller troligen förleden ar, 'spets, udde' syftande på den branta åsudden i Storjön kallad Åshuvudet. Efterleden är sund.

## Befolkningsutveckling
| Befolkningsutvecklingen i Årsunda socken 1750–1990                                                       | Befolkningsutvecklingen i Årsunda socken 1750–1990 | Befolkningsutvecklingen i Årsunda socken 1750–1990 | Befolkningsutvecklingen i Årsunda socken 1750–1990 | Befolkningsutvecklingen i Årsunda socken 1750–1990 |
| --- | -------------------------------------------------- | -------------------------------------------------- | -------------------------------------------------- | -------------------------------------------------- |
| |                                                    |                                                    |                                                    |                                                    |
| År |                                                    |                                                    | Folkmängd                                          |                                                    |
| 1750 | 1750                                               |                                                    | 758                                                |                                                    |
| 1760 | 1760                                               |                                                    | 849                                                |                                                    |
| 1769 | 1769                                               |                                                    | 902                                                |                                                    |
| 1780 | 1780                                               |                                                    | 971                                                |                                                    |
| 1790 | 1790                                               |                                                    | 1 123                                              |                                                    |
| 1800 | 1800                                               |                                                    | 1 164                                              |                                                    |
| 1810 | 1810                                               |                                                    | 1 277                                              |                                                    |
| 1820 | 1820                                               |                                                    | 1 328                                              |                                                    |
| 1830 | 1830                                               |                                                    | 1 501                                              |                                                    |
| 1840 | 1840                                               |                                                    | 1 576                                              |                                                    |
| 1850 | 1850                                               |                                                    | 1 760                                              |                                                    |
| 1860 | 1860                                               |                                                    | 1 918                                              |                                                    |
| 1870 | 1870                                               |                                                    | 2 068                                              |                                                    |
| 1880 | 1880                                               |                                                    | 2 227                                              |                                                    |
| 1890 | 1890                                               |                                                    | 2 295                                              |                                                    |
| 1900 | 1900                                               |                                                    | 2 445                                              |                                                    |
| 1910 | 1910                                               |                                                    | 2 260                                              |                                                    |
| 1920 | 1920                                               |                                                    | 2 156                                              |                                                    |
| 1930 | 1930                                               |                                                    | 2 161                                              |                                                    |
| 1940 | 1940                                               |                                                    | 2 032                                              |                                                    |
| 1950 | 1950                                               |                                                    | 2 041                                              |                                                    |
| 1960 | 1960                                               |                                                    | 1 997                                              |                                                    |
| 1970 | 1970                                               |                                                    | 1 984                                              |                                                    |
| 1980 | 1980                                               |                                                    | 2 140                                              |                                                    |
| 1990 | 1990                                               |                                                    | 2 093                                              |                                                    |
| Anm: Källor: Umeå universitet - Tabellverket 1749-1859, Demografiska databasen, CEDAR, Umeå universitet. |                                                    |                                                    |                                                    |                                                    |